# Jonas Hassen Khemiri
 (mai 2013).
Jonas Hassen Khemiri est un écrivain suédois né le 27 décembre 1978 à Stockholm.
Jonas Khemiri a étudié la littérature et l'économie internationale à l'École d'économie de Stockholm et à Paris, et a effectué un stage au Conseil de sécurité des Nations unies à New York.

## Son œuvre
Son premier roman, Un œil rouge, fut accueilli favorablement par la critique et rencontra un grand succès en librairie, avec plus de 200 000 exemplaires vendus en Suède. Il a été par la suite adapté pour le théâtre, puis en film en 2007.
Son roman Montecore, un tigre unique, publié en 2006, traite sous une forme originale de l'immigration et de la montée du racisme en Suède ainsi que de la difficulté du métissage, s'inspirant de son expérience puisqu'il est né en Suède d'un père tunisien et d'une mère suédoise. Il lui a valu plusieurs prix ainsi qu'une nomination pour le prestigieux prix August dans la catégorie « Fiction littéraire ».
Le Théâtre national de Stockholm joua la première pièce de Khemiri, Invasion !, de mars 2006 à janvier 2008 dans une mise en scène de Farnaz Arbabi. La première de sa pièce suivante, Fem gånger Gud, eut lieu le 4 octobre 2008 au théâtre régional de Växjö. En octobre 2009, sa pièce Vi som är hundra (Nous qui sommes cent) fut montée au Théâtre national de Göteborg.
Ses romans ont été traduits en français, allemand, danois, norvégien, finnois, néerlandais, hongrois, italien, russe et anglais, et il a été joué en France, en Allemagne, en Norvège et au Royaume-Uni.

## Ouvrages
- Un œil rouge (Ett öga rött), Stockholm, Norstedts, 2003  (ISBN 91-1-301180-4).
- Montecore, un tigre unique, Le Serpent à Plumes, (Montecore: en unik tiger), Stockholm, Norstedts, 2006  (ISBN 91-1-301546-X).
- Invasion ! (Invasion!), Stockholm, Norstedts, 2008  (ISBN 978-91-1-301852-2).
- J’appelle mes frères, Actes Sud, (Jag ringer mina bröder), Stockholm, Albert Bonniers Förlag, 2014  (ISBN 978-91-0-013265-1)
- Tout ce dont je ne me souviens pas, Actes Sud, (Allt jag inte minns), Stockholm, Albert Bonniers Förlag, 2015  (ISBN 978-91-0-015104-1)
- La clause paternelle, Actes Sud  (ISBN 2330150997) ; (Pappaklausulen), Stockholm, Albert Bonniers Förlag, 2018.

## Prix et distinctions
- Prix Borås du meilleur début littéraire (2004) pour Un œil rouge
- Prix du roman de la radio suédoise (2006) pour Montecore, un tigre unique
- Prix Per Olov Enquist (2006)
- Prix littéraire du magazine Vi (2006)
- Prix littéraire du journal Stockholm City (2006)
- Prix de la nouvelle de la radio suédoise (2008) pour Oändrat Oändligt
- Prix Hedda de la meilleure pièce (2010)
- Prix Médicis étranger (2021) pour La clause paternelle